# Hugo Sundstedt
Hugo Sundstedt född Hugo Leonardsson 12 juli 1886 i Örebro död 8 juli 1966 i Liberty, New York i USA, var en svensk-amerikansk flygpionjär
Sundstedt föddes som fjärde barn till en ogift kvinna i Örebro. Familjen levde under knappa förhållanden och 1892 auktionerades han ut till en skohandlare för 75 kronor. 1897 adopterades han av affärsmannen Olof Sundstedt. Nu fick han möjlighet att studera, men eftersom studieresultaten inte var bra, sökte han sig 1901 till Flottan som kadett. Efter att han lämnat flottan 1904 fick han jobb på ett kontor i Örebro. Eftersom han inte trivdes bakom ett skrivbord sökte han sig till handelsflottan i oktober 1905, men han mönstrade av i Cardiff 19 februari 1906. Han tog sig hem till Sverige och fick anställning som taxichaufför i Stockholm 1908, ett jobb han höll sig till fram till 1911. I Stockholm lärde han känna bilhandlaren Carl Cederström som tagit aviatördiplom i Frankrike 1910, detta väckte Sundstedts intresse. Han började gratis hjälpa Cederström med flygplanet, med baktanken att skaffa sig egen erfarenhet om flygning, för att slutligen själv ta ett flygcertifikat. Han flög första gången 1 juni 1912 med Cederströms gamla flygplan Blériot XI Nordstjernan. Med några förmögna affärsmän från Örebro som sponsorer lyckades han köpa Nordstjernan av Cederström. Under en av sina längre flygningar, 21 juni 1912, slog han det gällande skandinaviska höjdrekordet, när han nådde topphöjden 1 800 meter under en två och en halv timme lång flygning över Malmen. Han blev även pionjär med godsflygning, då han flygtransporterade en bunt dagstidningar. Meningen var att han under juli månad skulle genomgå certifikatproven, men en fatal olycka med en ung kvinna som träffades av hans flygplanspropeller ledde till en utredning, varför proven ställdes in. Sedan utredningen visat att han var oskyldig genomfördes proven i början av augusti 1912. Han var därmed den första svensk som fått hela sin flygutbildning i Sverige och till stora delar helt på egen hand utan lärare. Han tilldelades svenskt aviatördiplom nummer 9 från Svenska Aeronautiska Sällskapet (SAS) 2 augusti 1912.
Sundstedt var väldigt aktiv som flygare 1912 och 1913, han deltog i ett flertal flyguppvisningar och gjorde uppstigningar runt om i landet. 10 augusti 1913 genomförde han den första flygningen mellan Malmö och Stockholm på 14 timmar och 35 minuter. På hösten 1913 sålde han flygplanet Nordstjernan till Enoch Thulin. Under vintern 1914 åkte han till Frankrike för att köpa ett Farmanflygplan, under flygutprovningen i april av flygplanet havererade han med följd att han måste vistas på sjukhus några veckor innan han kunde återvända till Sverige med sitt nya flygplan. Han startade hemresan i juli 1914 från Buc i Frankrike och landade på ett gräsfält i Malmö, där flygplanet slog runt. Flygplanet fördes till Södertelge Verkstäder där det skulle repareras. När första världskriget bröt ut 1 augusti 1914 erbjöd Sundstedt flygplanet till Marinens Flygväsende. Både flygplanet och Sundstedt hamnade i krigstjänst. Han utnämndes till underlöjtnant och placerades i en flygspaningsgrupp i Karlskrona. Han var verksam som marinflygare fram till 1916, då han avgick som kapten. Under hösten 1916 lämnade han Sverige för att arbeta som flygare i Frankrike, men eftersom han inte lyckades få något erbjudande om jobb fortsatte han resan till USA med det franska ångfartyget L'Espagnole. Han klev i land i New Yorks hamn nyårsdagen 1917. I USA arbetade han med konstruktioner av hydroflygplan, flottörer, transportflygplan samt vingkonstruktioner. År 1919, efter att under något år studerat meteorologi och vindar mellan Amerika och Europa, bestämde han sig för att konstruera sjöflygplanet Sunset. Med flygplanet var tanken att han tillsammans med piloten Paul Micellli skulle genomföra en flygning över Atlanten med ekonomiskt stöd från bankiren Christopher Hannevig. Under en förflyttning i hamnen skadades flygplanet och den tänkta avfärden fick uppskjutas på grund av reparationer. Det visade sig att ekonomin satte stopp för vidare försök för Sundsted att korsa Atlanten med flyg.
Under 1920-talet arbetade Sundstedt för ett flertal olika flygplanstillverkare, främst med flottörflygplan. 1924 organiserade han Speed Boat Company. Han bildade sitt eget konsultföretag Sundstedt Aircraft Corporation 1934. I företaget konstruerades ett flertal sjöflygplan för andra flygplanstillverkare. Hans efterlämnade skrifter och brev från 1919 till 1951 finns bevarade vid Wichita State University Special Archives.